# 1855
| 1855                                  |
| ------------------------------------- |
| Dødsfald - Fødsler                    |
| • Begivenheder • Litteratur • Politik |

| Gregoriansk kalender | 1855 MDCCCLV            |
| Ab urbe condita      | 2608                    |
| Armensk kalender     | 1304 ԹՎ ՌՅԴ             |
| Kinesiske kalender   | 4551 – 4552 甲寅 – 乙卯 |
| Etiopisk kalender    | 1847 – 1848             |
| Jødisk kalender      | 5615 – 5616             |
| Hindukalendere       |                         |
| - Vikram Samvat      | 1910 – 1911             |
| - Shaka Samvat       | 1777 – 1778             |
| - Kali Yuga          | 4956 – 4957             |
| Iransk kalender      | 1233 – 1234             |
| Islamisk kalender    | 1272 – 1273             |

Konge i Danmark: Frederik 7. 1848-1863
Se også 1855 (tal)

## Begivenheder

### Februar
- 1. februar – Folketælling i Kongeriget Danmark, Hertugdømmerne samt på Grønland og Færøerne

### Marts
- 2. marts - Alexander 2. bliver zar af Rusland efter Nikolaj 1.s død

### Juni
- 14. juni - Folketingsvalg i Danmark.
- 29. juni - dagbladet Daily Telegraph begynder at udkomme i London

### September
- 9. september – Den russiske hovedfæstning på Krim, Sevastopol, kapitulerer til vestmagterne.

### Oktober
- 31. oktober - Gads Forlag grundlægges

### Udateret
- Sparekassen for Slagelse og Omegn grundlægges. Senere ændret navn til bankTrelleborg.
- En sammenslutning af evangelisk-lutherske frimenigheder i Danmark grundlægger Den evangelisk-lutherske Frikirke.
- Slotsbryggeriet - et bryggeri i Odense oprettes.
- Verdensudstillingen i Paris - Exposition Universelle (1855).
- Verdens første investeringsbank, Creditanstalt, oprettes.
- Panama-jernbanen åbnes.
- Kongeskibet Slesvig afløser det ældre Ægir.
- Et nyt Rigsråd oprettes i Danmark.
- Det sidste nummer af Danmarks første satiriske vitighedsblad af betydning Corsaren udkommer. (Udgivet siden 1840).
- Pretoria, hovedstaden i Sydafrika, grundlægges.
- Sognebåndsløsning bliver muligt via en lovændring.
- Runestenen Jetsmark-stenen findes ved udgravning.
- Fællesforfatningen var en fælles forfatning for Danmark og hertugdømmerne Slesvig, Holsten og Lauenborg

## Født
- 9. januar - Elith Reumert, dansk skuespiller og forfatter, far til Poul Reumert.
- 17. januar - Alfred Benzon, dansk apoteker, fabrikejer, politiker, sejlsportsmand og marinemaler, søn af Alfred Benzon
- 14. marts - Christian Bohr, dansk mediciner, far til fysikeren Niels Bohr
- 22. marts - Karl Madsen, dansk maler, kunsthistoriker og museumsdirektør
- 3. maj - Philip Smidth, dansk arkitekt
- 4. juni - Svend Høgsbro, dansk politiker, folketingsmedlem og minister

## Dødsfald
- Carl Christian Nicolaj Balle, præst i Vesterbølle og Nebsager, forfatter til bl.a. Det kimer nu til julefest.
- 2. marts – Nikolaj 1., zar af Rusland.
- 1. maj - H.P. Lorentzen,  dansk kaptajn i Borgervæbningen, grosserer og byggespekulant.
- 11. november – Søren Kierkegaard, dansk forfatter, teolog og filosof.
- 25. november - Poul Christian Stemann, dansk minister i de sidste år af den danske enevælde.
- 26. november – Adam Mickiewicz, polsk romantisk digter.